# 라우리 비르타넨
라우리 요하네스 비르타넨(핀란드어: Lauri Johannes Virtanen, 1904년 8월 3일 ~ 1982년 2월 8일)은 핀란드의 장거리달리기 선수이다.
살로에서 태어나 투르쿠에서 사망하였다.
그는 1932년 로스앤젤레스 올림픽에서 5000m와 10,000m에서 동메달을 획득하였고, 2년 후 유럽 선수권 대회에서 5000m 4위를 하였다. 그의 동생 에이노 비르타넨은 올림픽 레슬링 선수였다. 